# Ixodiphagus theilerae
Ixodiphagus theilerae är en stekelart som först beskrevs av Konrad Fiedler 1953.  Ixodiphagus theilerae ingår i släktet Ixodiphagus och familjen sköldlussteklar. Inga underarter finns listade i Catalogue of Life.